# ISO 3166-2:EE
ISO 3166-2:EE és el subconjunt per a Estònia de l'estàndard ISO 3166-2, publicat per l'Organització Internacional per Estandardització (ISO) que defineix els codis de les principals subdivisions administratives.
Actualment per a Estònia l'estàndard ISO 3166-2 està format per 15 comtats.
Cada codi es compon de dues parts, separades per un guió. La primera part és EE, el codi ISO 3166-1 alfa-2 per a Estònia. La segona part són dos dígits.

## Codis actuals
Els noms de les subdivisions estan llistades segons l'ISO 3166-2 publicat per la "ISO 3166 Maintenance Agency" (ISO 3166/MA).
Els noms de les subdivisions són ordenats segons l'ordre de la gramàtica estoniana: un-v, õ, ä, ö, ü.

Divisió d'Estònia per comtats

| Codi  | Nom de la subdivisió (et) | Nom de la subdivisió (ca) |
| ----- | ------------------------- | ------------------------- |
| EE-37 | Harjumaa                  | Harju                     |
| EE-39 | Hiiumaa                   | Hiiu                      |
| EE-44 | Ida-Virumaa               | Ida-Viru                  |
| EE-49 | Jõgevamaa                 | Jõgeva                    |
| EE-51 | Järvamaa                  | Järva                     |
| EE-57 | Läänemaa                  | Lääne                     |
| EE-59 | Lääne-Virumaa             | Lääne-Viru                |
| EE-65 | Põlvamaa                  | Põlva                     |
| EE-67 | Pärnumaa                  | Pärnu                     |
| EE-70 | Raplamaa                  | Rapla                     |
| EE-74 | Saaremaa                  | Saare                     |
| EE-78 | Tartumaa                  | Tartu                     |
| EE-82 | Valgamaa                  | Valga                     |
| EE-84 | Viljandimaa               | Viljandi                  |
| EE-86 | Võrumaa                   | Võru                      |

1. ↑  Nom en català no inclòs a l'estàndard ISO 3166-2.